# Comedy Central América Latina
Comedy Central Latinoamérica é um canal por assinatura baseado no canal americano Comedy Central, o canal tem disponibilidade em espanhol e português (para o Brasil) e tem programas locais feitos principalmente no México, Argentina e Brasil, com artistas do stand-up, atualmente exibe shows do canal americano, aquisições, produções originais, séries de animação, clássicos e filmes todos relacionados a comédia.
Em 26 de fevereiro de 2019, o Comedy Central Latina renovou sua imagem na tela, alterando o logotipo e o pacote gráfico, adaptando-se ao novo design lançado há dois meses nos Estados Unidos. No dia 6 de junho de 2024 o canal mudou-se de Feed Europeu e a partir desde agora, o logotipo está no canto esquerdo com o programa.

## Programação

### Programação atual

#### Animações
- South Park
- La casa de los dibujos
- Ugly Americans
- Happy Tree Friends

#### Shows e Variedades
- The Colbert Report
- Tosh.0
- MADtv
- Nick Swardson's Pretend Time
- Chappelle's Show
- Insomniac With Dave Attell

#### Séries Originais
- Workaholics
- The Sarah Silverman Program
- Reno 911!

#### Sitcoms
- The Exes
- Happily Divorced
- Mr. Sunshine
- Married with Children
- 3rd Rock from the Sun
- NewsRadio
- 2 Guys and a Girl
- Dharma & Greg
- It's Always Sunny in Philadelphia
- De Nuez en cuando
- Xh DRBZ
- Scrubs
- 30 Rock
- iRob!
- The Nanny

## Ver Também
- MTV
- VH1
- Comedy Central
- Nickelodeon